# Zalora
Zalora là hệ thống bán lẻ thời trang và mỹ phẩm trực tuyến, với các sản phẩm quần áo thời trang, phụ kiện, giày dép, mỹ phẩm cho cả nam và nữ. Ngoài trụ sở vùng đặt tại Singapore, ZALORA còn có website bán hàng ở các thị trường Hong Kong, Singapore, Indonesia, Philippines, Thái Lan, Việt Nam, Malaysia và Brunei. Bên cạnh đó, ZALORA còn vận hành tập đoàn The Iconic của Úc và New Zealand. Đây là sự đầu tư lớn nhất của tập đoàn Rocket Internet tại Singapore.

## Lịch sử

### 2012
Đầu năm 2012, website ZALORA có mặt tại Hong Kong, Indonesia, Malaysia, Philippines, Singapore, Đài Loan, Thái Lan và Việt Nam.

### 2013
Vào quý đầu tiên của năm 2013, ZALORA Malaysia cung cấp thêm dịch vụ giao hàng đến Brunei.
Giữa năm 2013, ZALORA hoàn tất vòng huy động vốn đầu tiên, nhận được 100 triệu USD.
Trong quý cuối của 2013, ZALORA cho ra đời nhãn hiệu thời trang độc quyền: Ezra by ZALORA. Đồng thời, ZALORA chính thức trở thành nhà phân phối trực tuyến duy nhất của River Island - thương hiệu thời trang đến từ Anh Quốc tại khu vực Đông Nam Á. ZALORA cũng tuyên bố hoàn tất vòng huy động vốn thứ hai, nhận tổng cộng 112 triệu USD. Nguồn kinh phí này sẽ dành để phát triển thị trường và tạo nguồn sản phẩm phong phú cho ZALORA.

### 2014
Trong quý đầu tiên của 2014, ZALORA công bố kế hoạch xây dựng Sàn Giao Dịch Thương mại Điện Tử.